# Méntrida
Méntrida település Spanyolországban, Toledo tartományban. 

## Népesség
A település népessége az utóbbi években az alábbiak szerint változott: